# ليو كاديو
ليو كاديو هو ناشر ودبلوماسي وصحفي وسياسي كندي، ولد في 28 مايو 1908 في سان جيروم في كندا، وتوفي في 11 مايو 2005 في أوتاوا في كندا. نشط حزبياً في الحزب الليبرالي الكندي. وقد انتخب عمدة وانتخب عضو مجلس العموم الكندي.